# Dalla notte all'alba
Dalla notte all'alba è una miniserie televisiva italiana prodotta nel 1992 dalla Rai - Radiotelevisione Italiana in collaborazione con Regina Ziegler Filmproduktion e Beta Film e diretta dalla regista Cinzia TH Torrini. Protagonista della fiction è l'attore Remo Girone; altri interpreti principali sono Barbara May, Massimo Girotti, Nino Fuscagni e Kim Rossi Stuart.
La fiction, in due parti, fu trasmessa in prima visione su Rai 1 domenica 23 febbraio e lunedì 24 febbraio 1992.  Ottenne un ascolto medio di 5.900.000 telespettatori.

## Trama
Roma: Aldo Viezzi è un uomo di successo, che cede però al vizio della cocaina, che lui vede come unico modo per fronteggiare lo stress quotidiano che la sua professione, quella di medico chirurgo, gli procura.
In seguito ad una serie di eventi (anche tragici, come il suicidio di un allievo), decide di trasferirsi a Praga.
A Praga, Viezzi conosce una sociologa, Teresa, che lo aiuterà a riprendersi. Nella capitale ceca, l'uomo si trova inoltre a dover fronteggiare una banda di trafficanti di droga, di cui riesce a smascherare il capo.

## Produzione
- Gli esterni della fiction furono girati tra Roma e Praga[2]